# Heremoana Maamaatuaiahutapu
Heremoana Maamaatuaiahutapu est un homme politique français de Polynésie française, ministre de la promotion des langues, de la culture, de la communication et de l’environnement du gouvernement Fritch 2014. Nommé ministre de la Culture, de l’Environnement, chargé de l’Artisanat dans le Gouvernement Fritch 2018. C'est un des quatre enfants de Maco Tevane, dont il continue la tradition théâtrale populaire tahitienne que celui-ci avait initiée. Il a pour sœur Mateata Maamaatuaiahutapu, directrice de la chaîne locale tahitienne privée, Tahiti Nui TV (TNTV).

## Biographie
Directeur de la Maison de la Culture de Tahiti au moment de sa nomination et considéré comme chef d'un service du Pays, il doit attendre six mois avant de prendre ses fonctions ministérielles. Durant cette période, il occupe les fonctions de conseiller technique chargé de la culture, de la communication, et de la promotion de la langue, tandis que son ministère est géré provisoirement par le ministère de l'Éducation.
Fils de Maco Tevane, journaliste et figure de l’académie tahitienne, après des études à Bordeaux, il rentre à Tahiti avec un DEA. Il travaille dans différents ministères, puis au musée de Tahiti et des îles. Il est nommé directeur de la Maison de la Culture (tahitien : Te Fare Tauhiti Nui) de 2002 à 2014. Il a participé au lancement du Festival international du film documentaire océanien (FIFO).
Il est décoré de l'ordre national du mérite en 2013.
Sa prise de fonction en tant que ministre au gouvernement a dû être repoussée de dix mois en raison de la constitution de la Polynésie française qui interdit de devenir secrétaire d'État si la personne est déjà dans une fonction de direction d'établissement public dans les moins de 6 mois, or Heremoana Maamaatuaiahutapu était directeur de la Maison de la culture au moment de sa nomination. Il a donc dû démissionner et attendre mars 2015 pour prendre ses fonctions de ministre.